# Spodnje Laže
Spodnje Laže je naselje u slovenskoj Općini Slovenskim Konjicama. Spodnje Laže se nalazi u pokrajini Štajerskoj i statističkoj regiji Savinjskoj. 

## Stanovništvo
Prema popisu stanovništva iz 2002. godine naselje je imalo 138 stanovnika.